# Liste des monuments historiques de Vannes
La commune française de Vannes, dans le Morbihan (Bretagne) compte au total 281 monuments classés ou inscrits à l'inventaire des monuments historiques. 37 d'entre eux sont des monuments immobiliers (soit 4,1 % des monuments historiques immobiliers du Morbihan), plaçant la commune à la 83e place des communes les plus riches en France ; les 244 autres inventoriés le sont au sein de la base des objets mobiliers.
Vannes dispose d'un secteur sauvegardé d'une superficie de 46 hectares approuvé le 9 mars 1982. D'une superficie de 20 hectares en 1982, le secteur sauvegardé est étendu de 12,5 hectares en 2010 et de 13,5 hectares en 2013.

## Liste des monuments classés ou inscrits

### Monuments immobiliers
La base Mérimée recense 37 monuments immobiliers classés ou inscrits au titre des Monuments historiques à Vannes, dont les remparts qui ont fait l'objet de 15 arrêtés de protection distincts.
| Monument | Adresse                                      | Coordonnées                        | Notice         | Protection                                            | Date      | Illustration |
| --- | -------------------------------------------- | ---------------------------------- | -------------- | ----------------------------------------------------- | --------- | --- |
| Immeuble Petit-Fers Façades, toitures et structure métallique                                                                                      | 1bis, 3 rue Alain-le-Grand                   | 47° 39′ 30″ nord, 2° 45′ 16″ ouest | « PA56000049 » | Inscrit                                               | 2000      | Immeuble Petit-FersFaçades, toitures et structure métallique                                                                                      |
| Cathédrale Saint-Pierre | Place Saint-Pierre                           | 47° 39′ 28″ nord, 2° 45′ 25″ ouest | « PA00091772 » | Classé                                                | 1906      | Cathédrale Saint-Pierre |
| Chapelle du Rohic Inscription datée de 1466 et sablières                                                                                           | Le Rohic                                     | 47° 39′ 51″ nord, 2° 43′ 03″ ouest | « PA00091773 » | Inscrit                                               | 1929      | Chapelle du RohicInscription datée de 1466 et sablières                                                                                           |
| Ancienne chapelle Saint-Guen Portail | Saint-Guen Place Colonel-Le-Menach           | 47° 40′ 14″ nord, 2° 45′ 21″ ouest | « PA00091774 » | Inscrit                                               | 1939      | Ancienne chapelle Saint-GuenPortail |
| Maison Ancienne tour | 11 place des Lices                           | 47° 39′ 21″ nord, 2° 45′ 27″ ouest | « PA00091775 » | Inscrit                                               | 1931      | MaisonErreur de la base Mérimée indiquant une tour de l'ancien château de l'Hermine.Ancienne tour                                                 |
| Croix-calvaire | Cathédrale de Vannes                         | 47° 39′ 29″ nord, 2° 45′ 24″ ouest | « PA00091776 » | Inscrit                                               | 1929      | Croix-calvaire |
| La Cohue Porte d'entrée et trois portes intérieures                                                                                                | 22 rue des Halles                            | 47° 39′ 27″ nord, 2° 45′ 28″ ouest | « PA00091777 » | Inscrit                                               | 1929      | La CohuePorte d'entrée et trois portes intérieures                                                                                                |
| Chapelle Saint-Yves | Place Maurice-Marchais                       | 47° 39′ 32″ nord, 2° 45′ 37″ ouest | « PA00091778 » | Inscrit                                               | 1929      | Chapelle Saint-Yves |
| Chapelle des Ursulines | 3 rue Thiers                                 | 47° 39′ 14″ nord, 2° 45′ 36″ ouest | « PA00091779 » | Classé                                                | 1988      | Chapelle des Ursulines |
| Calvaire du Rohic | Le Rohic                                     | 47° 39′ 51″ nord, 2° 43′ 03″ ouest | « PA00091780 » | Inscrit                                               | 1929      | Calvaire du Rohic |
| Croix Fitzgerald | Cimetière de Boismoreau                      | 47° 39′ 43″ nord, 2° 45′ 06″ ouest | « PA00091781 » | Inscrit                                               | 1937      | Croix Fitzgerald |
| Église Saint-Patern à l'exclusion des deux annexes latérales du XXe siècle                                                                         | Rue de la Fontaine                           | 47° 39′ 34″ nord, 2° 45′ 15″ ouest | « PA00091782 » | Inscrit                                               | 2005      | Église Saint-Paternà l'exclusion des deux annexes latérales du XXe siècle                                                                         |
| Hôtel Mynier Façades (dont l'échauguette) et toitures, cage d'escalier                                                                             | 1 place des Lices Place du Poids-Public      | 47° 39′ 20″ nord, 2° 45′ 27″ ouest | « PA00091783 » | Inscrit Inscrit                                       | 1929 2016 | Hôtel MynierFaçades (dont l'échauguette) et toitures, cage d'escalier                                                                             |
| Hôtel de Limur y compris petit hôtel, jardins, terrasses et escalier extérieur du XIXe siècle en fer à cheval à l'exclusion de l'orangerie moderne | 31 rue Thiers                                | 47° 39′ 25″ nord, 2° 45′ 37″ ouest | « PA00091784 » | Inscrit                                               | 1993      | Hôtel de Limury compris petit hôtel, jardins, terrasses et escalier extérieur du XIXe siècle en fer à cheval à l'exclusion de l'orangerie moderne |
| Château-Gaillard et pierre de justice | 2 rue Noé                                    | 47° 39′ 25″ nord, 2° 45′ 29″ ouest | « PA00091785 » | Classé (Château-Gaillard) Inscrit (pierre de justice) | 1937 1913 | Château-Gaillard et pierre de justice |
| Hôtel Saint-Georges Façades sur rue, toiture, boiseries anciennes du 1er étage et escalier                                                         | Rue des Orfèvres Place Valencia              | 47° 39′ 25″ nord, 2° 45′ 26″ ouest | « PA00091786 » | Inscrit                                               | 1945      | Hôtel Saint-GeorgesFaçades sur rue, toiture, boiseries anciennes du 1er étage et escalier                                                         |
| Maison Rez-de-chaussée de la façade | 32 rue des Chanoines 2 rue Émile-Burgault    | 47° 39′ 29″ nord, 2° 45′ 28″ ouest | « PA00091787 » | Inscrit                                               | 1929      | MaisonRez-de-chaussée de la façade |
| Maison Façade et toiture | 23 rue des Halles                            | 47° 39′ 26″ nord, 2° 45′ 29″ ouest | « PA00091788 » | Inscrit                                               | 1929      | MaisonFaçade et toiture |
| Maison Façades et toiture | 6 place Henri-IV 3 rue des Chanoines         | 47° 39′ 28″ nord, 2° 45′ 28″ ouest | « PA00091789 » | Inscrit                                               | 1929      | MaisonFaçades et toiture |
| Maison Façade sur la place et sur la rue | 2 place Henri-IV Place Saint-Pierre          | 47° 39′ 28″ nord, 2° 45′ 27″ ouest | « PA00091790 » | Inscrit                                               | 1929      | MaisonFaçade sur la place et sur la rue |
| Maison Façades et toiture | 1 place Henri-IV                             | 47° 39′ 28″ nord, 2° 45′ 28″ ouest | « PA00091791 » | Inscrit                                               | 1929      | MaisonFaçades et toiture |
| Maison Façades et toitures | 5 place Henri-IV 1 rue Saint-Salomon         | 47° 39′ 28″ nord, 2° 45′ 29″ ouest | « PA00091792 » | Inscrit                                               | 1929      | MaisonFaçades et toitures |
| Maison de Vannes et sa femme Façades et toitures                                                                                                   | Rue Noé Rue Bienheureux Pierre-René Rogues   | 47° 39′ 24″ nord, 2° 45′ 27″ ouest | « PA00091793 » | Inscrit                                               | 1929      | Maison de Vannes et sa femmeFaçades et toitures                                                                                                   |
| Maison de Saint-Vincent Façade | 17 place Valencia Rue des Orfèvres           | 47° 39′ 25″ nord, 2° 45′ 27″ ouest | « PA00091794 » | Inscrit                                               | 1929      | Maison de Saint-VincentFaçade |
| Maison de Saint-Yves Façades et toiture | 2 rue du Port 1 rue du Drezen                | 47° 39′ 14″ nord, 2° 45′ 35″ ouest | « PA00091795 » | Inscrit                                               | 1929      | Maison de Saint-YvesFaçades et toiture |
| Maison Façades sur rues et toiture | 17 rue Saint-Guenhaël Rue de la Bienfaisance | 47° 39′ 28″ nord, 2° 45′ 24″ ouest | « PA00091796 » | Inscrit                                               | 1929      | MaisonFaçades sur rues et toiture |
| Maison Façade sur rue et toiture | 19 rue Saint-Guenhaël                        | 47° 39′ 28″ nord, 2° 45′ 24″ ouest | « PA00091797 » | Classé                                                | 1943      | MaisonFaçade sur rue et toiture |
| Maison Façade et toiture | 21 rue Saint-Guenhaël                        | 47° 39′ 28″ nord, 2° 45′ 24″ ouest | « PA00091798 » | Inscrit                                               | 1933      | MaisonFaçade et toiture |
| Maison Façade et toiture | 23 rue Saint-Guenhaël                        | 47° 39′ 28″ nord, 2° 45′ 24″ ouest | « PA00091799 » | Inscrit                                               | 1933      | MaisonFaçade et toiture |
| Maison Façades et toitures | 25, 27 rue Saint-Guenhaël                    | 47° 39′ 27″ nord, 2° 45′ 25″ ouest | « PA00091800 » | Inscrit                                               | 1933      | MaisonFaçades et toitures |
| Maison Façade et toiture | 29 rue Saint-Guenhaël                        | 47° 39′ 27″ nord, 2° 45′ 25″ ouest | « PA00091801 » | Inscrit                                               | 1933      | MaisonFaçade et toiture |
| Maison Façade et toiture | 31 rue Saint-Guenhaël                        | 47° 39′ 27″ nord, 2° 45′ 25″ ouest | « PA00091802 » | Inscrit                                               | 1933      | MaisonFaçade et toiture |
| Maison Façade | 10 rue Saint-Salomon                         | 47° 39′ 27″ nord, 2° 45′ 30″ ouest | « PA00091803 » | Inscrit                                               | 1929      | MaisonFaçade |
| Maison des Trois-Piliers et maison voisine Façades et toitures                                                                                     | 1 rue Thiers 2 rue du Drezen                 | 47° 39′ 14″ nord, 2° 45′ 35″ ouest | « PA00091804 » | Inscrit                                               | 1929      | Maison des Trois-Piliers et maison voisineFaçades et toitures                                                                                     |
| Préfecture du Morbihan Façades et toitures | Place du Général-de-Gaulle                   | 47° 39′ 29″ nord, 2° 45′ 12″ ouest | « PA00091805 » | Inscrit                                               | 1975      | Préfecture du MorbihanFaçades et toitures |
| Hôtel de ville | Place Maurice-Marchais                       | 47° 39′ 30″ nord, 2° 45′ 39″ ouest | « PA00091814 » | Inscrit                                               | 1992      | Hôtel de ville |
| Remparts de Vannes Porte Prison et tour y attenant, soubassement de la tour gauche                                                                 | Rue Porte-Prison                             | 47° 39′ 30″ nord, 2° 45′ 19″ ouest | « PA00091806 » | Classé Classé                                         | 1925 1936 | Remparts de Vannes Porte Prisonet tour y attenant, soubassement de la tour gauche                                                                 |
| Remparts de Vannes Éperon de la Garenne | Rue des Remparts                             | 47° 39′ 21″ nord, 2° 45′ 21″ ouest | « PA00091806 » | Inscrit                                               | 1925      | Remparts de Vannes Éperon de la Garenne |
| Remparts de Vannes Tour Trompette et partie des remparts                                                                                           | Venelle de la Tour-Trompette                 | 47° 39′ 16″ nord, 2° 45′ 28″ ouest | « PA00091806 » | Inscrit                                               | 1927      | Remparts de Vannes Tour Trompetteet partie des remparts                                                                                           |
| Remparts de Vannes Tour du Connétable et partie des remparts attenantes                                                                            | Rue des Remparts                             | 47° 39′ 23″ nord, 2° 45′ 21″ ouest | « PA00091806 » | Classé                                                | 1927      | Remparts de Vannes Tour du Connétableet partie des remparts attenantes                                                                            |
| Remparts de Vannes Tour du Bourreau et portion des anciens remparts lui faisant suite vers l'Est                                                   | Rue Brizeux Rue du Mené                      | 47° 39′ 31″ nord, 2° 45′ 23″ ouest | « PA00091806 » | Classé                                                | 1927      | Remparts de Vannes Tour du Bourreauet portion des anciens remparts lui faisant suite vers l'Est                                                   |
| Remparts de Vannes Porte Calmont | Venelle de la Tour Trompette                 | 47° 39′ 17″ nord, 2° 45′ 26″ ouest | « PA00091806 » | Classé                                                | 1927      | Remparts de Vannes Porte Calmont |
| Remparts de Vannes Tour Joliette et partie des remparts                                                                                            | Rue Francis-Decker                           | 47° 39′ 29″ nord, 2° 45′ 19″ ouest | « PA00091806 » | Classé                                                | 1928      | Remparts de Vannes Tour Jolietteet partie des remparts                                                                                            |
| Remparts de Vannes Porte Poterne et terrasse, portion des remparts                                                                                 | Rue Porte-Poterne                            | 47° 39′ 20″ nord, 2° 45′ 22″ ouest | « PA00091806 » | Classé                                                | 1928      | Remparts de Vannes Porte Poterneet terrasse, portion des remparts                                                                                 |
| Remparts de Vannes Terrains compris entre les remparts, la rue Porte-Poterne et le ruisseau de la Garenne y compris les lavoirs                    | Rue Porte-Poterne                            | 47° 39′ 20″ nord, 2° 45′ 20″ ouest | « PA00091806 » | Classé                                                | 1928      | Remparts de Vannes Terrains compris entre les remparts, la rue Porte-Poterne et le ruisseau de la Garenney compris les lavoirs                    |
| Remparts de Vannes Porte Saint-Vincent | Rue Saint-Vincent                            | 47° 39′ 16″ nord, 2° 45′ 29″ ouest | « PA00091806 » | Classé                                                | 1928      | Remparts de Vannes Porte Saint-Vincent |
| Remparts de Vannes Partie des remparts au sud de la Porte Prison                                                                                   | Rue Francis-Decker                           | 47° 39′ 30″ nord, 2° 45′ 19″ ouest | « PA00091806 » | Classé                                                | 1942      | Remparts de Vannes Partie des rempartsau sud de la Porte Prison                                                                                   |
| Remparts de Vannes Partie des remparts allant de la Porte-prison à la Porte Saint-Jean                                                             |                                              | 47° 39′ 31″ nord, 2° 45′ 20″ ouest | « PA00091806 » | Classé                                                | 1956      | Image manquante Téléverser |
| Remparts de Vannes Porte Saint-Jean | Rue Brizeux                                  | 47° 39′ 31″ nord, 2° 45′ 24″ ouest | « PA00091806 » | Classé                                                | 1956      | Remparts de Vannes Porte Saint-Jean |
| Remparts de Vannes Tour Poudrière et partie attenantes des remparts                                                                                | Rue des Vierges                              | 47° 39′ 26″ nord, 2° 45′ 22″ ouest | « PA00091806 » | Classé                                                | 1956      | Remparts de Vannes Tour Poudrièreet partie attenantes des remparts                                                                                |
| Remparts de Vannes Partie des remparts allant du bastion Notre-Dame à la rue Saint-Salomon                                                         |                                              | 47° 39′ 29″ nord, 2° 45′ 33″ ouest | « PA00091806 » | Classé                                                | 1956      | Image manquante Téléverser |
| Remparts de Vannes Bastion Notre-Dame et murailles auxquelles il est accolé                                                                        | Rue Émile Burgault                           | 47° 39′ 30″ nord, 2° 45′ 34″ ouest | « PA00091806 » | Classé                                                | 1956      | Remparts de Vannes Bastion Notre-Dameet murailles auxquelles il est accolé                                                                        |
| Remparts de Vannes Bastion de Haute-Folie | Rue Thiers Rue Carnot Rue de la Poissonnerie | 47° 39′ 18″ nord, 2° 45′ 33″ ouest | « PA00091806 » | Inscrit                                               | 1958      | Image manquante Téléverser |
| Remparts de Vannes Bastion de Gréguennic et sa porte                                                                                               | Place de la Poissonnerie                     | 47° 39′ 16″ nord, 2° 45′ 31″ ouest | « PA00091806 » | Inscrit                                               | 1958      | Remparts de Vannes Bastion de Gréguennicet sa porte                                                                                               |
| Remparts de Vannes Tour Saint-François et partie des remparts y attenant, partie des murs dits sarrazins                                           | Rue Thiers                                   | 47° 39′ 24″ nord, 2° 45′ 34″ ouest | « PA00091806 » | Inscrit                                               | 1958      | Image manquante Téléverser |

### Monuments mobiliers
La base Palissy recense 357 monuments mobiliers classés ou inscrits au titre des Monuments historiques à Vannes. Seulement, 356 sont effectivement situés sur le territoire de la commune.
Les listes suivantes recensent ces biens mobiliers par lieu de conservation.
Autres emplacements
| Monument | Localisation                         | Notice                                    | Classement              | Date                         | Photographie                                |
| --- | ------------------------------------ | ----------------------------------------- | ----------------------- | ---------------------------- | ------------------------------------------- |
| Pots à pharmacie (64), vases décoratifs, vase à fleurs                                                               | Hôpital mixte                        | Notice no PM56001785                      | classement déclassement | 25 mars 1924 25 février 1946 |                                             |
| Statue : Vierge à l'Enfant                                                                                           | Chapelle du Vincin                   | Notice no PM56001331                      | classement              | 8 mai 1978                   |                                             |
| Tableau : Le Christ entre les deux larrons                                                                           | Couvent, carmel                      | Notice no PM56001372                      | classement              | 16 mai 1980                  |                                             |
| Tableau : Portait en pied de l'Impératrice                                                                           | Préfecture                           | Notice no PM56003615                      | inscription             | 14 octobre 1980              |                                             |
| Tableau : Portait en pied de l'Empereur                                                                              | Préfecture                           | Notice no PM56003614                      | inscription             | 14 octobre 1980              |                                             |
| Buste : Napoléon Ier                                                                                                 | Préfecture                           | Notice no PM56003613                      | inscription             | 14 octobre 1980              |                                             |
| Tableau : Christ en croix                                                                                            | Tribunal                             | Notice no PM56003616                      | inscription             | 14 octobre 1980              |                                             |
| Tableau : Son altesse royale madame la dauphine posant la première pierre du monument élevé aux victimes de Quiberon | Presbytère                           | Notice no PM56001365                      | classement              | 18 septembre 1981            |                                             |
| Maquette : Le Mino                                                                                                   |                                      | Notice no PM56001366 Notice no PM56001435 | classement              | 21 janvier 1981              |                                             |
| Bateau de pêche (sinagot) dit Les Trois Frères                                                                       | Port de Vannes                       | Notice no PM56001373                      | classement              | 29 décembre 1983             | Bateau de pêche Sinago dit les Trois Frères |
| Tableau : Portait de Monseigneur F. d'Argouges                                                                       | Palais des arts                      | Notice no PM56005111                      | inscription             | 9 janvier 1986               |                                             |
| Tableau : Portait de Monseigneur Bertin                                                                              | Palais des arts                      | Notice no PM56005110                      | inscription             | 9 janvier 1986               |                                             |
| Bateau de pêche (caseyeur) voilier de type sloop, dit le Corbeau des mers                                            | Port de Vannes                       | Notice no PM56001389                      | classement              | 28 octobre 1991              | Bateau de pêche dit le Corbeau des mers     |
| Maquette de la Bastille                                                                                              | Archives départementales du Morbihan | Notice no PM56001408                      | classement              | 14 novembre 1991             |                                             |
| Tableau : Tobie rendant la vue à son père                                                                            | Collège Saint-François-Xavier        | Notice no PM56001421                      | classement              | 2 mars 1994                  |                                             |
| Tombeau de Monseigneur de La Motte                                                                                   | Cimetière de Boismoreau              | Notice no PM56005934                      | inscription             | 24 janvier 1995              | Tombeau de Charles de La Motte              |
| Tombeau du père Louis Leleu                                                                                          | Cimetière de Boismoreau              | Notice no PM56005933                      | inscription             | 24 janvier 1995              | Tombeau de Louis Leleu                      |
| Tombeau du père René Rogue                                                                                           | Cimetière de Boismoreau              | Notice no PM56005112                      | inscription             | 24 janvier 1995              |                                             |

## Autres
La commune compte un élément signalé à l'inventaire général du patrimoine culturel.
| Monument                           | Adresse                    | Coordonnées                        | Notice         | Date      | Illustration                       |
| ---------------------------------- | -------------------------- | ---------------------------------- | -------------- | --------- | ---------------------------------- |
| Jardin d'agrément de la Préfecture | Place du Général De Gaulle | 47° 39′ 28″ nord, 2° 45′ 16″ ouest | « IA56002133 » | 1988 1996 | Jardin d'agrément de la Préfecture |

La commune compte deux édifices labellisés Patrimoine du XXe siècle.
| Monument          | Adresse                     | Coordonnées                        | Notice         | Date | Illustration      |
| ----------------- | --------------------------- | ---------------------------------- | -------------- | ---- | ----------------- |
| Cinéma l'Éden     | 5 rue Pasteur               | 47° 39′ 19″ nord, 2° 45′ 46″ ouest | « EA56000011 » | 2006 | Cinéma l'Éden     |
| Église Saint-Guen | Place du Colonel Le Ménac'h | 47° 40′ 15″ nord, 2° 45′ 21″ ouest | « EA56000012 » | 2006 | Église Saint-Guen |

## Pour approfondir